# I Dwell on Thoughts of You
I Dwell on Thoughts of You è il primo album in studio del gruppo musicale statunitense Blood Has Been Shed, pubblicato nel 1999.

## Tracce
1. From the Outside - 5:13
2. Timepiece - 2:23
3. Immortal - 2:29
4. Purify - 3:51
5. Mediocrity Syndrome - 3:22
6. Willful Ignorance - 4:01
7. Miasmic - 4:37